# العروس اليهودية
العروس اليهودية هي لوحة زيتية للفنان الهولندي رامبرانت رسمها في الفترة من 1665 - 1669.